# Interoppia kerangas
Interoppia kerangas är en kvalsterart som beskrevs av Sandór Mahunka 200. Interoppia kerangas ingår i släktet Interoppia och familjen Granuloppiidae. Inga underarter finns listade i Catalogue of Life.